# Tribal Pursuit
Tribal Pursuit è il secondo album del gruppo musicale francese Kaoma, pubblicato nel 1991 dall'etichetta discografica Columbia.
Dal disco sono stati estratti due singoli: Danca tago-mago e Moço do dende.
Ha riscosso un successo nettamente inferiore al precedente, pubblicato sull'onda del successo del loro noto singolo Lambada.

## Tracce
LP (Columbia 468 654 1)
1. Dança tago-mago – 4:09 (Loalwa Braz, Michel Adihssira)
2. Chacha la vie – 4:18 (Jacques Arconte, Roger Dru)
3. Contigo voy – 4:03 (Loalwa Braz, Jean-Claude Bonaventure)
4. Moço do dende – 4:05 (Loalwa Braz, Jacques Arconte)
5. Ca ka fe mal – 3:57 (Roger Dru, Michel Abihssira)
6. Mamae Afrika – 4:20 (Jean-Claude Bonaventure, Fatou Niang)
7. Enamorados – 3:48 (Loalwa Braz, Jean-Claude Bonaventure)
8. Anai – 5:11 (Monica Nogueira)
9. Ilha do amor – 3:53 (Loalwa Braz, Jean-Claude Bonaventure)
10. Celebration – 4:01 (Jean-Claude Bonaventure, Roger Dru)

Durata totale: 41:45

## Classifiche
| Classifica (1991) | Posizione massima |
| ----------------- | ----------------- |
| Francia           | 16                |
| Paesi Bassi       | 51                |